# 스코티시 디어하운드
스코티시 디어하운드(Scottish Deerhound)는 스코틀랜드 원산의 대형 수렵견이다. 사슴 사냥을 위해 많이 길러진 적이 있다.